# José Nascimento (Regisseur)
José Augusto Moreira do Nascimento (* 19. September 1947 in Lissabon) ist ein portugiesischer Filmregisseur und Filmeditor.

## Leben und Werk
Er absolvierte das Gymnasium in Oeiras und arbeitete bereits als Jugendlicher im Rádio Clube Português (heute Rádio Comercial). 
Er arbeitete seit den frühen 1970er Jahren u. a. für die Fernsehsendungen "Ensaio" und "Impacto" der RTP. Er war Assistent u. a. für António-Pedro Vasconcelos bei "Perdido por Cem" (1973) und für Fernando Matos Silva bei "O Mal Amado" (1972), später auch für Raúl Ruiz ("O Território" 1981). Nach der Nelkenrevolution 1974 gehörte er zu den Gründungsmitgliedern der experimentellen Film-Kooperative Cinequipa. Er arbeitete dabei weiter für die RTP, u. a. in Zusammenarbeit mit Literaten wie Alexandre O’Neill oder Àlvaro Guerra e Alface. Hier drehte er nun emanzipatorische Sendungen wie "Nome: Mulher" ("Name: Frau") oder "Ver e Pensar" ("Sehen und Nachdenken"), 1981 auch eine Dokumentation zum 50. Regie-Jubiläum von Manoel de Oliveira. In den Jahren 1974 bis 1978 hatte er zuvor eine Reihe engagierter Dokumentationen über die sozialen Veränderungen nach der Revolution gedreht, u. a. für die Cinequipa, die er 1976 verließ. Für eine Reihe von Filmen, u. a. "O Bobo" von José Álvaro Morais und "Aqui na Terra" von João Botelho, übernahm er in den nächsten Jahren den Schnitt. Er lehrte von 1981 bis 1987 "Schnitt" an der Lissabonner Filmschule des Nationalkonservatoriums (Escola Superior de Cinema do Conservatório Nacional, heute ESTC). In der Auflösungsphase des Novo Cinema gehörte Nascimento zu der Fraktion, die sich für einen publikumsorientierten Film entschied.
1986 drehte er seinen ersten langen Spielfilm. "Repórter X" zeigt das Leben von Reinaldo Ferreira (1897–1935), einem bekannt gewordenen Regisseur und Journalisten der 20er Jahre, der einige, damals noch ungewöhnliche Kriminalkomödien drehte, und seine Zeitungsreportagen mit Reporter X unterzeichnete. Nach einigen Dokumentarfilmen, und dem Fernsehmagazin "TV Arte" rund um die Bildende Kunst, drehte Nascimento erst 2000 seinen zweiten vollen Spielfilm. "Tarde Demais" beruht auf einer wahren Begebenheit und erzählt die Geschichte von vier Männern eines gekenterten Fischerbootes im breiten Flussdelta des Tejo. Der atmosphärisch und psychisch intensive Film zeigt den Überlebenskampf der Männer gegen das Erfrieren und Ertrinken, mit der unerreichbaren Metropole Lissabon vor Augen. Der Film überzeugte Publikum und Kritik gleichermaßen, sowohl durch seine spannende Handlung, als auch durch die Metapher einer modernen Großstadt, die wenige Meter vor ihrer Nase menschliches Leid nicht sieht.
Mit Silêncios do Olhar drehte er 2016 einen beachteten Dokumentarfilm über Regisseur José Álvaro Morais (1943–2004). Der Film wurde auch als kritische Abhandlung und Hommage an das portugiesische Kino verstanden.
Zur Woche des Europäischen Films in Covilhã (Semana de Cinema Europeu da Covilhã) und dem Europäischen Filmfestival von Angra do Heroísmo leitete er verschiedene Kurzfilm-Workshops. Für die Filmschule der Universität Beira Interior (Covilhã) leitet er bis heute gelegentlich Seminare und Workshops.
Nascimento trat auch als Schauspieler auf, betonte diese Seite des Kinos für sich persönlich aber nicht, und beschränkte sich meist auf Nebenrollen. In seiner Arbeit als Schauspieler ist er entsprechend unauffällig geblieben.

## Filmografie

### Regie
- 1974: Caminhos da Liberdade
- 1975: Aquilino e Mestre Zé
- 1976: Pela Razão Que Tem (Doku.)
- 1977: Terra de Pão, Terra de Luta (Doku.)
- 1978: Julho no Baixo Alentejo (Doku.)
- 1987: Repórter X
- 1989: Mar à Vista (Doku.)
- 1999: A Lua Dourada (Doku.)
- 2000: Tarde Demais
- 2001: A Hora da Morte (Fernsehfilm)
- 2003: Rádio Relâmpago (Fernsehfilm)
- 2006: Glória (Fernsehfilm)
- 2007: Lobos
- 2016: Silêncios do Olhar
- 2019: Brisa Solar (Miniserie)
- 2022: Casa Flutuante (auch Miniserie)

### Schnitt
- 1977: Terra de Pão, Terra de Luta (Doku.)
- 1981: Das Dorf Cerromaior (Cerromaior, R: Luís Filipe Rocha)
- 1987: Repórter X (auch Regie)
- 1987: O Bobo (R: José Álvaro Morais)
- 1992: Die vier Elemente: Die Luft – Mein Geburtstag (No Dia dos meus anos)
- 1993: A Força do Atrito
- 1995: Paraíso Perdido
- 1999: Não Se Pode Pensar em Tudo (TV)
- 2000: Outro País: Memórias, Sonhos, Ilusões… Portugal 1974/1975
- 2000: Tarde Demais (auch Regie)
- 2001: A Hora da Morte (TV)
- 2002: O Gotejar da Luz (R: Fernando Vendrell)
- 2003: Rádio Relâmpago (TV)
- 2005: Rupofobia
- 2006: Utensílios do Amor
- 2006: Pele (R: Fernando Vendrell)
- 2007: Lobos (auch Regie)
- 2010: Um Funeral à Chuva
- 2011: Nuvem
- 2016: Silêncios do Olhar (auch Regie)
- 2018: Cabaret Maxime (ergänzend)
- 2022: Casa Flutuante (auch Regie)

### Schauspieler
- 1978: O Meu Nome É...
- 1980: A Culpa
- 1981: O Território ("The Territory")
- 1987: Repórter X (Sprechrolle)
- 1987: O Bobo
- 1988: Agosto
- 1990: A Ilha
- 1992: Das Tripas Coração
- 1993: Coitado do Jorge
- 1999: Glória
- 2000: A Falha
- 2012: Operação Outono
- 2018: Cabaret Maxime
- 2018: Mar